# Запояска, Вячеслав Алексеевич
Вячесла́в Алексе́евич Запоя́ска (укр. Вячеслав Олексійович Запояска; род. 24 августа 1980, Харьков) — украинский футболист, выступавший на позиции полузащитник, российский тренер.

## Биография
Воспитанник СДЮСШОР клуба «Металлист» из Харькова. Первый тренер — Валентин Крячко. Футбольную карьеру начинал в «Металлисте». Летом 2002 года перешёл в саратовский «Сокол». Сезон 2004 года провёл в белорусском МТЗ-РИПО. Первую половину сезона 2005 года играл в «Волгаре-Газпром». С 2005 по 2008 год играл в клубах украинских низших лиг. С 2009 по 2011 год выступал за «СКА-Энергию» из Хабаровска.
С августа 2013 года выступает в чемпионате Харьковской области за клуб «Колос» из Зачепиловки.
С 1996 по 2001 год выступал за юношескую и молодёжную сборную Украины.